# R'lyeh
R'lyeh è una città immaginaria situata nell'Oceano Pacifico Equatoriale.
Appare nell'universo narrativo di Howard Phillips Lovecraft a partire dal racconto Il richiamo di Cthulhu; viene anche chiamata Relex da Lovecraft nel racconto Il tumulo. È la città sommersa nell'Oceano Pacifico dove «il morto Cthulhu attende sognando», sepolto dentro una specie di cripta al di là di un gigantesco portale che si apre in una struttura regolata secondo un'aliena e impossibile geometria non euclidea e costruita di materiale basaltico ciclopico, verdastro e umido di alghe.

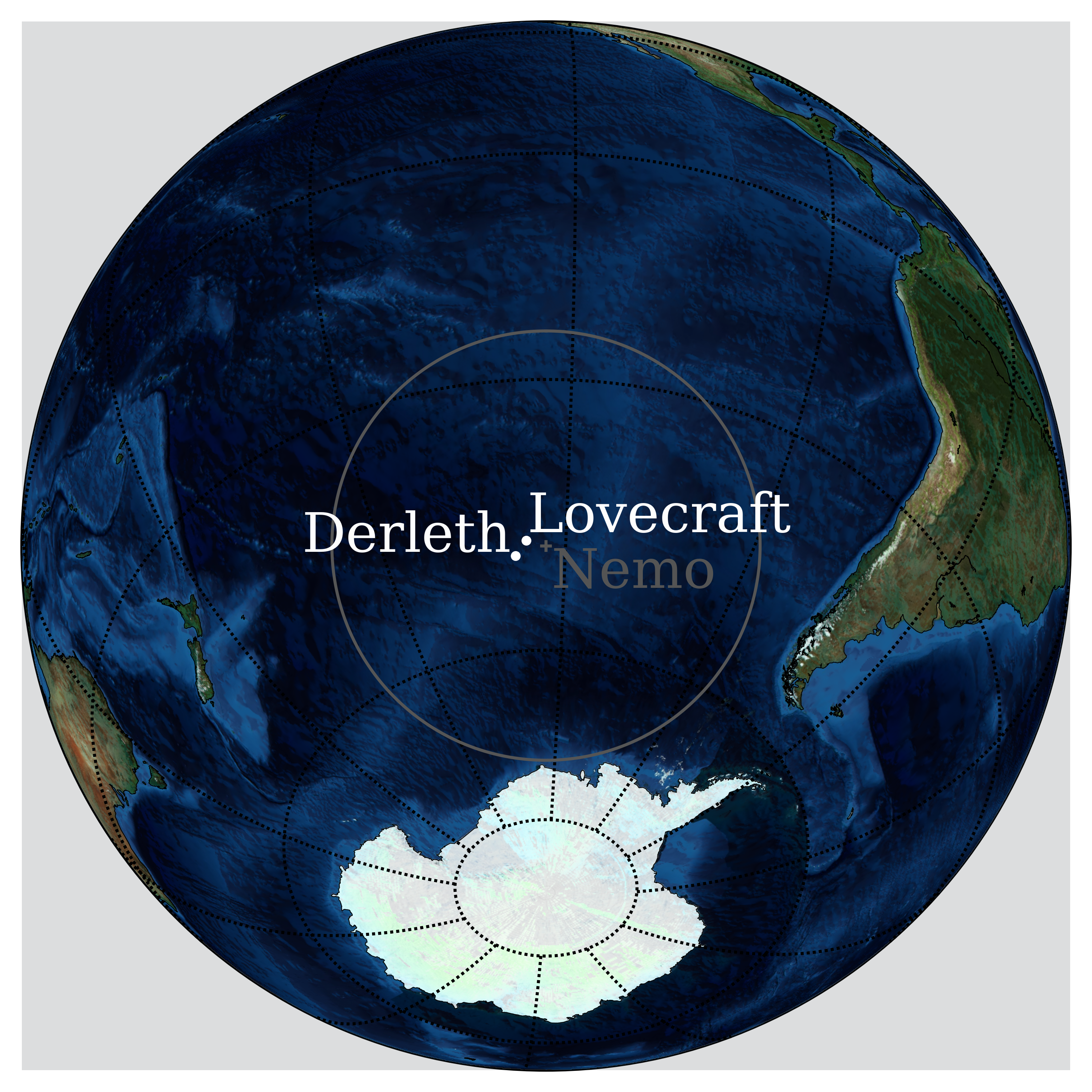
Mappa della città di R'lyeh

## Descrizione
(H. P. Lovecraft, Il richiamo di Cthulhu)
La città è un panorama di «ampi angoli e superfici di pietra [...] troppo grandi per appartenere a qualcosa proprio di questo pianeta, ed empie quanto orrende immagini e inquietanti geroglifici». La geometria di R'lyeh è "anormale, non euclidea e repulsiva, che sa di sfere e dimensioni diverse dalle nostre."
Nel racconto di Lovecraft Il richiamo di Cthulhu, la sola porzione della città che emerge dalle acque è un singolo "odioso monolito coronato da una cittadella" nella quale Cthulhu è tumulato. Gli uomini avvicinatisi hanno soggezione della pura e semplice immensità della città, della spaventevole suggestione delle sue gargantuesche statue e dei bassorilievi. La geometria degli edifici è distorta e non euclidea, angoli apparentemente acuti si rivelano ottusi e le superfici orizzontali sembrano verticali; uno scultore la descrive come «dalle linee tutte sbagliate».
Nella mitologia lovecraftiana, ci si riferisce qualche volta a R'lyeh nella litania ritualistica «Ph'nglui mglw'nafh Cthulhu R'lyeh wgah'nagl fhtagn», che si può approssimativamente tradurre con "Nella sua dimora di R'lyeh, il morto Cthulhu attende sognando" («In his house at R'lyeh, dead Cthulhu waits dreaming»). Più fonti attestano la conoscenza della formula da parte di popoli sparsi per il globo e mai incontratisi.

## Ubicazione
Fu edificata all'incirca 350 milioni di anni fa da alcuni servitori dello stesso Cthulhu.
Secondo lo scrittore, R'lyeh è situata alle coordinate 47°09′S 126°43′W nell'Oceano Pacifico del sud. August Derleth, tuttavia, posiziona R'lyeh alle coordinate 49°51′S 128°34′W nei suoi scritti. Entrambi i luoghi appartengono al cosiddetto polo dell'inaccessibilità, il punto degli oceani più lontano dalle terre emerse. Le coordinate in cui Derleth pone la città sommersa sono approssimativamente 5100 miglia nautiche (5900 secondo Lovecraft) o 9500 chilometri dalla più vicina terraferma, corrispondenti a circa dieci giorni di viaggio con una nave veloce, da Pohnpei, una delle isole dell'area.
Pohnpei, del resto, gioca un ruolo nei Miti di Cthulhu come il luogo dove furono trovati testi inerenti a R'lyeh.
August Derleth, approfondendo il discorso iniziato da Lovecraft, ha ammesso nei suoi testi la possibilità che la città possa coprire, sotto gli abissi, la maggior parte degli oceani terrestri, «dalla costa nord del Massachusetts alle isole perdute della Micronesia».